# Onthophagus fuscostriatus
Onthophagus fuscostriatus är en skalbaggsart som beskrevs av Antoine Boucomont 1914. Onthophagus fuscostriatus ingår i släktet Onthophagus och familjen bladhorningar. Inga underarter finns listade i Catalogue of Life.